# معرض الولاية (فلم)
معرض الولاية (بالإنجليزية: State Fair) هو فيلم موسيقي تم إنتاجه في الولايات المتحدة وصدر في سنة 1945. الفيلم من كتابة أوسكار هامرستاين الثاني.

## ترشيحات وجوائز
| السنة | الحدث  | الفئة      | النتيجة |
| ----- | ------ | ---------- | ------- |
|       | أوسكار | أفضل أغنية | فوز     |

## الميزانية والإيرادات
حقق أرباحا تقدر بـ 4,050,000 (/ Canada rentals) دولار.

## وصلات خارجية
- مقالات تستعمل روابط فنية بلا صلة مع ويكي بيانات